# Turniej o Brązowy Kask 2000
Turniej o Brązowy Kask 2000 – zawody żużlowe, organizowane przez Polski Związek Motorowy dla zawodników do 19. roku życia. W sezonie 2000 rozegrano dwa turnieje półfinałowe oraz finał.

## Finał
- 22 września 2000 r. (piątek), Leszno

| Msc. | Zawodnik            | Klub                  | Pkt |             |  |
| ---- | ------------------- | --------------------- | --- | ----------- |  |
| 1    | Roman Chromik       | RKM Rybnik            | 15  | (3,3,3,3,3) |  |
| 2    | Krzysztof Słaboń    | Polonia Bydgoszcz     | 13  | (2,2,3,3,3) |  |
| 3    | Sebastian Smoter    | ZKŻ Zielona Góra      | 12  | (3,3,1,2,3) |  |
| 4    | Łukasz Pawlikowski  | Apator Toruń          | 11  | (3,2,2,3,1) |  |
| 5    | Łukasz Szmid        | RKM Rybnik            | 10  | (1,2,3,2,2) |  |
| 6    | Dawid Kujawa        | ZKŻ Zielona Góra      | 9   | (2,1,0,3,3) |  |
| 7    | Marcin Jaguś        | Apator Toruń          | 9   | (2,3,2,1,1) |  |
| 8    | Artur Bogińczuk     | WTS Wrocław           | 9   | (2,1,2,2,2) |  |
| 9    | Zbigniew Czerwiński | Włókniarz Częstochowa | 7   | (3,w,2,0,2) |  |
| 10   | Łukasz Jankowski    | Unia Leszno           | 7   | (1,2,3,1,u) |  |
| 11   | Przemysław Kłos     | Apator Toruń          | 6   | (0,3,1,2,0) |  |
| 12   | Michał Szczepaniak  | Iskra Ostrów Wlkp.    | 4   | (1,0,1,1,1) |  |
| 13   | Daniel Jeleniewski  | LKŻ Lublin            | 3   | (t,u,0,1,2) |  |
| 14   | Adam Czechowicz     | TŻ Opole              | 2   | (0,1,1,w,-) |  |
| 15   | Tomasz Zywertowski  | ŁTŻ Łódź              | 0   | (w,d,0,0,0) |  |
| 16   | Norbert Kościuch    | Unia Leszno           | 0   | (w,-,-,-,-) |  |
|      | rez. Marek Ochal    | Gwardia Warszawa      | 1   | (0,0,1)     |  |
|      | rez. Robert Umiński | Polonia Bydgoszcz     | 1   | (1,0,0)     |  |
|      | Łukasz Stanisławski | Polonia Bydgoszcz     |     |             |  |

Uwaga: Artur Bogińczuk zastąpił Łukasza Stanisławskiego